# Fred Herd

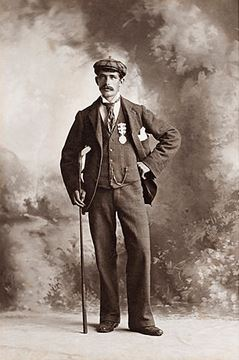
Fred Herd, 1898

Fred Herd, född 26 november 1874 i St Andrews, död 14 mars 1954, var en skotsk professionell golfspelare.
1898 vann han den fjärde upplagan av US Open på Myopia Hunt Club i South Hamilton i Massachusetts. Detta var första gången som US Open spelades över 72 hål vilket krävde att spelarna gick åtta rundor på en niohålsbana. 
Herd var klubbprofessional på Washington Park course i Chicago i Illinois vid den tiden. Han vann 150 dollar men hans rykte om att dricka mycket gjorde att han fick betala en deposition för att få US Open-pokalen eftersom USGA var rädda att han skulle pantsätta den för att köpa alkohol för pengarna.
Han ställde upp i ytterligare tre US Open men han placerade sig aldrig bland de tio bästa. Hans bror Alexander Herd vann The Open Championship 1902. 
| Majorsegrare genom tiderna                                                                                  |           |           |              |                  |
| 200 olika spelare har vunnit i herrarnas majortävlingar. Fred Herd var den 24:e spelaren som vann en major. |           |           |              |                  |
| 1:a | 23:e      | 24:e      | 25:e         | 200:e            |
| Willie Park Sr                                                                                              | Joe Lloyd | Fred Herd | Willie Smith | Louis Oosthuizen |
| Lista över golfens majorsegrare                                                                             |           |           |              |                  |